# MS Oranje
El MS Oranje, más tarde conocido como Angelina Lauro, fue un transatlántico holandés, un barco hospital en tiempos de guerra y, finalmente, un crucero. El barco estuvo en servicio durante 25 años como Oranje y quince como Angelina Lauro. Fue un crucero durante los últimos siete años de su carrera. Existe una extensa película de un crucero que realizó en 1954 en el archivo del Museo del Cine de Londres.
En 1979, mientras el buque se encontraba atracado en un puerto de Santo Tomás, Islas Vírgenes de los Estados Unidos, se produjo un incendio en la zona de la tripulación que se extendió a las zonas de pasajeros; por lo que fue declarado pérdida total. Se hundió en su camino al desguace.

## Hundimiento
En 1977, el barco fue fletado por Costa Lines. Sin embargo, en 1979, mientras estaba en un muelle en Santo Tomás (Islas Vírgenes), se incendió, lo que quemó el casco del barco durante días; y fue declarado pérdida total. El 30 de julio de 1979, se planeó remolcar el casco quemado del barco a un depósito de chatarra en Kaohsiung. El 21 de septiembre de 1979, el casco debilitado del buque (que había sido afectado por el incendio) comenzó a llenarse de agua. Tres días después, el Angelina Lauro se hundió en medio del Pacífico, el 24 de septiembre de 1979.

## Galería

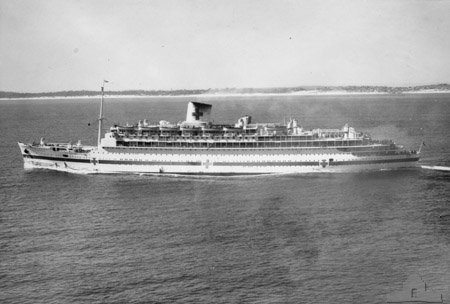
Oranje en agosto de 1941, poco después de su conversión en barco hospital.
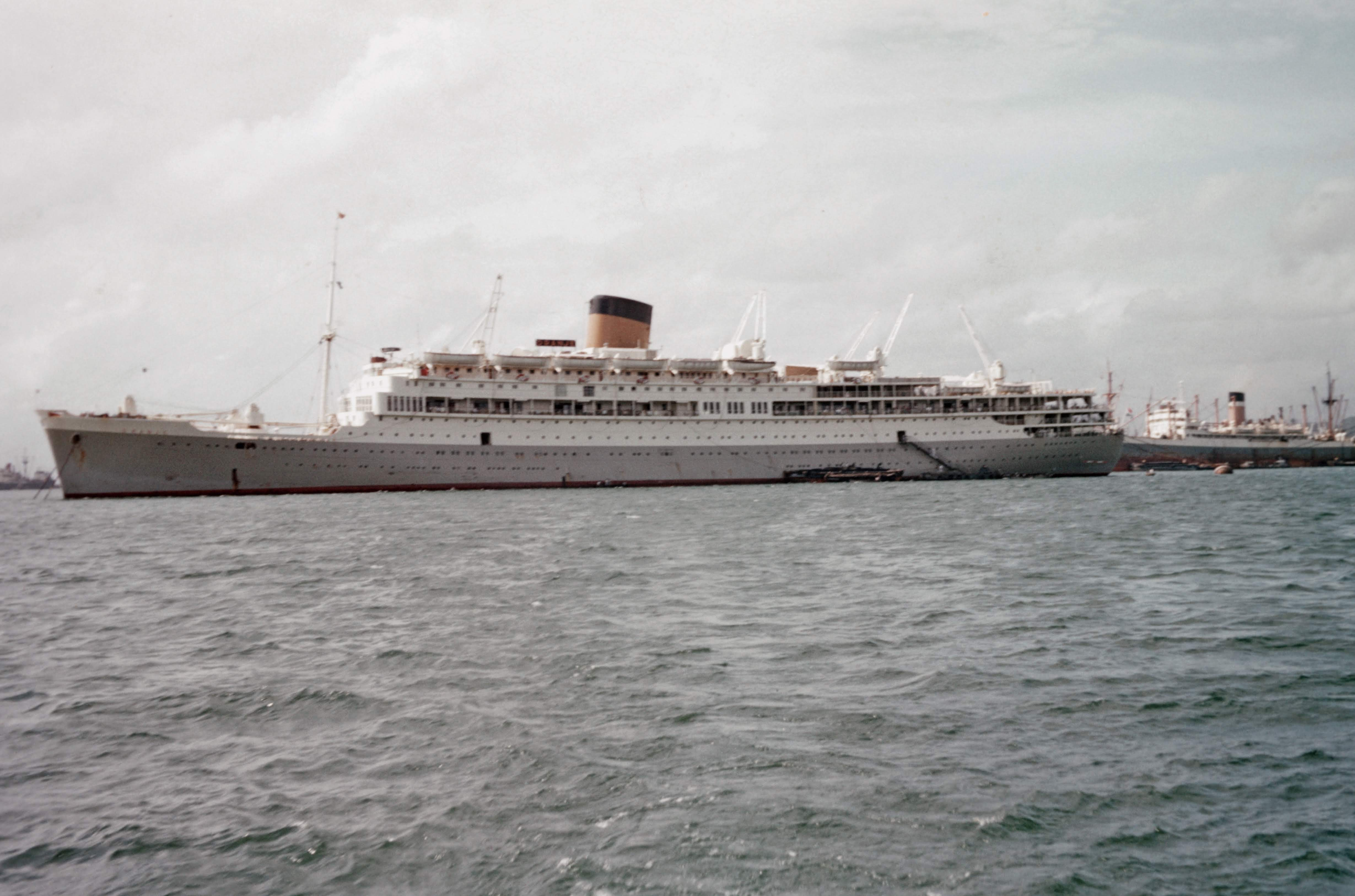
Oranje en Colombo en 1960
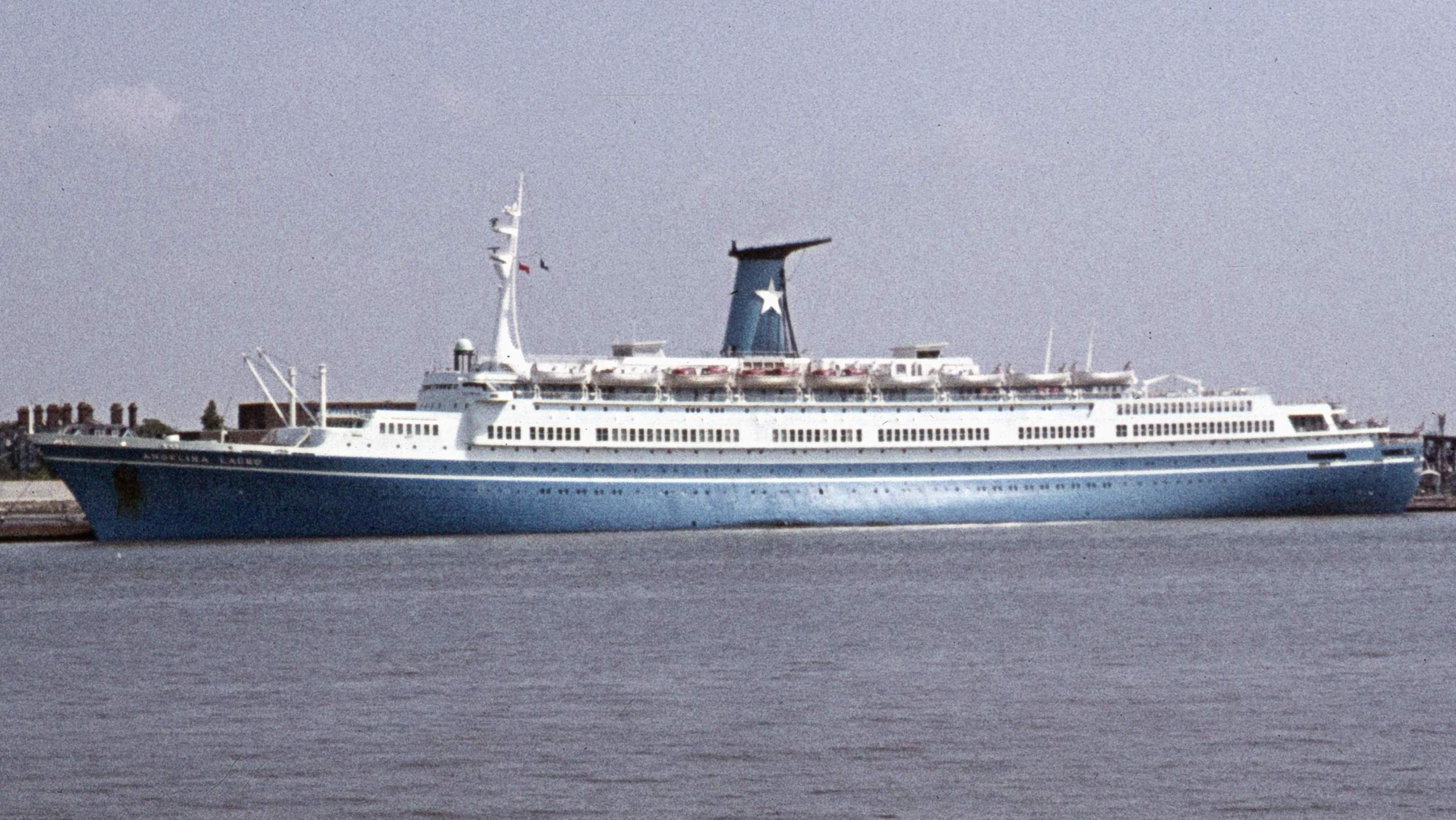
Angelina Lauro en Tilbury, 1976